# Bostaera
Bostaera é um gênero de plantóperos da família Delphacidae. Existem cerca de cinco espécies descritas em Bostaera.

## Espécies
Essas cinco espécies pertencem ao gênero Bostaera:
- Bostaera balli (Penner, 1952)
- Bostaera bolivari (Melichar, 1901)
- Bostaera frontalis (Lindberg, 1958)
- Bostaera gomerense (Carl, 1995)
- Bostaera nasuta (Ball, 1902)